# NGC 1165
NGC 1165 is een balkspiraalstelsel in het sterrenbeeld Oven. Het hemelobject werd op 9 oktober 1835 ontdekt door de Britse astronoom John Herschel.

## Synoniemen
- PGC 11270
- ESO 417-8
- MCG -5-8-9
- AM 0256-321
- IRAS02567-3217